# Open House (episodio de Breaking Bad)
"Open House" es el tercer episodio de la cuarta temporada de la serie dramática de televisión estadounidense Breaking Bad, y el episodio 36 en general de la serie. Se emitió originalmente en AMC en los Estados Unidos el 31 de julio de 2011. En este episodio, Walter y Skyler avanzan en sus planes para comprar el lavado de autos como organización de fachada para el dinero que Walter ha ganado con el tráfico, mientras que Jesse organiza fiestas cada vez más oscuras para distraerse de su culpa por haber matado a Gale. Mientras tanto, Marie comienza a robar para hacer frente a la difícil convivencia y recuperación de Hank, quien también se le pide que ofrezca su consejo sobre la investigación del asesinato de Gale.
El episodio fue escrito por Sam Catlin y dirigido por el cineasta David Slade, marcando su primera vez dirigiendo para televisión. Contó con apariciones especiales de Nigel Gibbs y el comediante Bill Burr, el último de los cuales buscó específicamente aparecer en el programa. El regreso de Marie a la cleptomanía que demostró en la primera temporada se concibió de manera temprana durante las sesiones de lluvia de ideas para la tercera temporada.
El supervisor musical, Thomas Golubić, buscó seleccionar música apropiadas para el tono oscuro de las secuencias de fiesta de Jesse, incluida la canción "If I Had a Heart" del músico sueco Fever Ray. "Open House" recibió elogios de la crítica y fue visto por aproximadamente 1714 millones de espectadores y recibió una calificación de Nielsen de 0,7 entre adultos de entre 18 y 49 años.

## Trama
Mientras se prepara para iniciar su jornada, Walter se da cuenta con furia de una cámara de vigilancia de detección de movimiento que se ha instalado en el laboratorio.
Más tarde ese día, Skyler convence finalmente a Walt en una reunión con Saul para que compre el lavado de autos al mencionar cómo Bogdan insultó su hombría. Ella diseña un plan para engañar a Bogdan para que venda el negocio haciendo que el conocido estafador de Saul, Patrick Kuby, finja ser un representante de la EPA que está cerrando el negocio al detectar preocupación por la presencia de contaminantes en sus instrumentos de lavado. Bogdan le vende a regañadientes, incluso acordando un precio más bajo que su oferta original. Walter y Skyler lo celebran bebiendo una botella de champán de alto valor.
Jesse todavía se siente aturdido por los eventos recientes, trata de despejarse la cabeza con viajes nostálgicos en karts. Continúa abriendo su casa para orgías alimentadas con drogas que duran toda la noche, arrojando deliberadamente montones de dinero en medio del caos, todo mientras Tyrus lo vigila.
Enojada y frustrada por la continua frialdad de Hank, Marie reanuda su racha de cleptomanía; comienza a robar objetos de casas abiertas de bienes raíces, donde también inventa historias elaboradas sobre quién es ella y su familia, pero finalmente es atrapada por una agente de bienes raíces, teniendo un colapso emocional por la situación. Un furioso Hank mueve los hilos con su amigo, el detective Tim Roberts, para evitar que la acusen. Roberts más tarde pasa por su residencia para buscar su ayuda y le da las notas de laboratorio de Gale para que las mire. Hank inicialmente es reacio y empuja el cuaderno, pero en la noche para pasar su aburrimiento e inquietud por no dormir, comienza a leerlo.

## Producción
"Open House" fue escrito por Sam Catlin y dirigido por David Slade, marcando su primera vez dirigiendo para televisión. Slade era fanático de la serie y buscó dirigir un episodio del programa. Filmado en febrero de 2011, el episodio fue editado por Skip Macdonald, uno de los pocos editores que han trabajado regularmente en la serie. Nigel Gibbs repitió su papel como el detective Tim Roberts, a quien interpretó en el episodio de la segunda temporada "Grilled". El comediante de stand-up Bill Burr hizo una aparición especial como Patrick Kuby, el hombre que se hace pasar por un inspector ambiental para Skyler. Burr fue elegido después de que expresó su interés en aparecer en el programa a los directores de casting de extras, Sharon Bialy y Sherry Thomas. El creador de la serie, Vince Gilligan, dijo: "Simplemente perdemos mucho tiempo aquí en la sala del escritor ingresando a YouTube y viendo algunas de sus rutinas". El comediante de stand-up Lavell Crawford repitió su papel recurrente como Huell, el guardaespaldas de Saul, y Jennifer Hasty también hizo una aparición especial como Stephanie Doswell, la agente inmobiliaria que expone los robos de Marie.
El concepto de Gus instalando una cámara de vigilancia en el laboratorio de metanfetamina surgió de la idea de Walter y Gus empleando lo que Gilligan llamó "estrategia arriesgada y astucia" uno contra el otro después de su pelea al final de la tercera temporada. Gilligan comentó: "¿Cuál es una forma en que Gus puede ampliar la historia allí? ¿Cómo puede meterse un poco con la cabeza de Walt?"  Las imágenes que se muestran desde la perspectiva en primera persona de la cámara son imágenes reales de la cámara real, incluidos los números que se muestran en la parte superior e inferior de la pantalla. Es por eso que esa toma se muestra en formato pillarbox y en menor calidad que el resto del episodio, que fue filmado en película de 35 mm. El episodio presenta una trama secundaria en la que Marie se involucra en actos de cleptomanía, que habían sido una parte importante de su personaje durante la primera temporada. Catlin dijo que se concibió desde el principio que Marie actuaría de esta manera mientras hacía una lluvia de ideas sobre las cosas para que Marie hiciera frente a la difícil recuperación de Hank. Gilligan describió los actos de robo de Marie como un respiro para ella: "Ella está buscando otra vida, pero no está lista para dejar a su esposo ni nada por el estilo.... Nos gustó su peculiaridad". Betsy Brandt dijo que "Open House" fue su episodio favorito de la temporada para filmar.
La idea de que Jesse montara en karts solo para relajarse se inspiró en Aaron Paul y otros miembros del equipo que solían participar en carreras de karts entre la filmación de los episodios en Albuquerque, Nuevo México. Durante una de las escenas de la fiesta en su casa, Jesse sigue lanzando billetes de dólar arrugados a la boca de un hombre dormido que lleva una camisa de vestir y corbata, sin pantalones hasta que finalmente se mete uno en la boca. Catlin pensó en la idea, y fue la dueña de la propiedad, Trina Siopy, la que arrojó las facturas fuera de la pantalla; consiguió uno en la boca del actor en su segundo intento. Las escenas en la casa de Jesse se rodaron en un escenario de sonido construido por el diseñador de producción Mark Freeborn y el coordinador de construcción William Gilpin. Aunque las escenas en la casa de Jesse se filman ocasionalmente en una casa real, estas escenas en particular no se pudieron filmar allí porque la fiesta estaba muy desordenada.
Las escenas de la fiesta buscaban ilustrar la culpa interna y el odio a sí mismo de Jesse por haber asesinado a Gale Boetticher en el final de la tercera temporada, "Full Measure". Bryan Cranston elogió estas escenas y dijo: "Pensé que era una excelente manera de mostrar a una persona que atraviesa un infierno privado. Que todo el mundo sufre, lidia con su propia pérdida personal de muchas maneras diferentes”. Aunque el episodio anterior, "Thirty-Eight Snub", también presentaba escenas de fiesta similares, la fiesta era mucho más oscura y decrépita en "Open House", y el supervisor musical de la serie, Thomas Golubić, trató de seleccionar la música apropiada para ese tono más oscuro. Originalmente, intentó usar variaciones de punk rock, hip hop y dubstep, pero sintió que era inapropiado y quería algo que profundizara en el espacio mental de Jesse. Eligió la canción "If I Had a Heart" del músico sueco Fever Ray, que se usó durante una secuencia de escenas antes y durante la fiesta de Jesse. Golubić dijo que le gustó la "sensación de volumen alto y apagado" de la canción, que sintió que coincidía con el estado de ánimo de Jesse y la "oscuridad total y pesada" de la fiesta. Fue elegido por votación entre los escritores entre cuatro posibles canciones.

## Recepción

### Calificaciones
"Open House" se emitió el domingo 31 de julio de 2011 en AMC. El episodio fue visto por aproximadamente 1,714 millones de espectadores y recibió una calificación de Nielsen de 0,7 entre adultos de entre 18 y 49 años Esto significa que fue visto por el 0,7% de todos los jóvenes de 18 a 49 años que miraban televisión en el momento de la transmisión. El episodio fue el vigésimo segundo programa mejor calificado el día de su emisión.

### Reseñas
Alan Sepinwall de HitFix dijo que estaba particularmente interesado en los personajes de Marie y Jesse en este episodio, y lo llamó un crédito para la evolución del programa que las tramas secundarias del elenco secundario pueden ser tan interesantes sin Walt. También elogió la dirección de David Slade, particularmente durante los saltos en las escenas de Jesse. Seth Amitin de IGN lo calificó como un "gran episodio" y una mejora con respecto a los dos anteriores, "Box Cutter" y "Thirty-Eight Snub". Elogió la forma en que el personaje de Skyler demostró su valía tanto para Walter como para Saul, y elogió la actuación de Betsy Brandt, afirmando que su trama secundaria proporcionó un alivio cómico muy necesario y le recordó las obras de David Sedaris. La escritora de Entertainment Weekly, Melissa Maerz, elogió el desarrollo del personaje de Skyler y dijo que el episodio tocó un tema común en Breaking Bad sobre la masculinidad. Con Skyler afirmándose en el trabajo de Walter y Hank sacando sus inseguridades sobre su discapacidad en Marie, Maerz dijo que el guion plantea la pregunta: "¿Qué significa ser un hombre fuerte?"  La escritora de Los Angeles Times, Emily St. James, lo calificó como "uno de los mejores episodios que ha hecho este programa", a pesar de desviar la atención de Walter a los miembros del elenco de apoyo. St. James dijo que el episodio demostró bien cómo las acciones de Walter afectaron a quienes lo rodeaban y dijo que el personaje de Marie era más interesante que en el pasado.
Matt Richenthal de TV Fanatic elogió las actuaciones de Betsy Brandt y Aaron Paul, y dijo de este último: "En serio, ¿algún actor de la televisión transmite más diciendo menos que Aaron Paul?" También comparó el enfoque cada vez más calculado de Skyler sobre el tráfico de drogas de Walter con la personalidad de Gus. Logan Hill, escritor de la revista New York, elogió la actuación de Brandt y dijo que era interesante ver un episodio tan centrado en Skyler y Marie en un programa generalmente dominado por personajes masculinos. Sin embargo, dijo que la transformación de Skyler de esposa preocupada a compañera criminal competente se sintió demasiado repentina. No todas las críticas fueron positivas. Los escritores de Slate June Thomas y Jessica Grose disfrutaron de Marie en "Open House", pero ambos sintieron que las escenas en la casa de Jesse eran demasiado exageradas y que las preocupaciones de Skyler sobre la seguridad de Walter parecían fuera de lugar.
En 2019, The Ringer clasificó a "Open House" en el puesto 50 de su ranking de episodios de la serie.